# Pedro de Lagarto
Pedro (de) Lagarto (Toledo, ca. 1465-ca. 1543) fue chantre, maestro y compositor activo en la Catedral de Toledo durante los últimos años del siglo XV y las primeras décadas del XVI. Conocido en la actualidad como “Pedro de Lagarto” por imitación de los estudios publicados por el musicólogo Robert M. Stevenson, no consta tal nominación en fuentes documentales. Durante los años en los que se produjo el entronque dinástico de la monarquía Católica con la dinastía Habsburgo, sus diferentes responsabilidades musicales en la catedral de Toledo le situaron en una posición privilegiada desde la que asistir a la influencia estilística ejercida por la conocida como Escuela de Borgoña sobre las Casas de Castilla y de Aragón.
La reducida obra de Pedro Lagarto se ha transmitido a través de los principales cantorales musicales compilados en la Corona de Castilla durante el reinado católico: el cancionero de la Biblioteca Colombina, el Cancionero musical de Palacio y el cancionero de la catedral de Segovia.

## Biografía
En la actualidad no se han localizado documentos sobre su infancia ni sobre su ingreso en la catedral de Toledo, centro al que vinculó su vida eclesiástica y su actividad musical. Según los datos que aporta su testamento entró a formar parte de la institución en 1475, probablemente con una edad no inferior a seis años ni superior a trece años.
La primera referencia documental a la figura de Lagarto data de 1489. Ese año se le confía la enseñanza de canto de órgano y contrapunto a los mozos para el servicio del coro, en sustitución del difunto Juan de Triana. Además de la intervención en las ceremonias catedralicias, preparaba en calidad de claustrero el Canto de la Sibila y la fiesta de San Nicolás, conocida como «del obispillo», según aparece referido en un libro de memorias del propio Lagarto, aún sin identificar. En aquellos años contó con un asistente, lo que indica la importante carga de trabajo que conllevaban sus funciones (maestro de canto llano y de canto polifónico de los clerizones, maestro de música de los beneficiados, organista circunstancial y corrector de errores durante los oficios). A pesar de ello recibía, como era costumbre, un sueldo inferior a quienes percibían ración musical. Por este motivo, en 1495 se presentó al «asiento» de cantor tenor en el coro del arzobispo.
A causa de una enfermedad, en 1507 le sucede Juan de Espinosa como maestro claustrero y en 1509 recibe el nombramiento, probablemente honorífico, de maestro de la música. En tal calidad, en 1512 incluyó algunas obras suyas en un libro de polifonía de la catedral, sin que hasta el momento se hayan precisado cuáles. Apenas cinco años después, es designado sucesivamente capellán de la Capilla de los Reyes Viejos (1511), tesorero (1513), capellán de San Pedro (1526) y maestro de ceremonias (1530). En 1536 dicta testamento y en 1543 figura como racionero difunto en el registro de cantores. A su muerte tendría unos ochenta años de edad, y habría estado sesenta y ocho al servicio de la catedral.

## Obra
La opera omnia de Lagarto, identificada hasta la fecha, la constituyen:
- 3 villancicos: Andad, passiones, andad, Callen todas las galanas y D’aquel fraire flaco y cetrino.
- 1 romance: Quexome de ti, ventura.

Las cuatro aparecen recogidas en los principales cancioneros musicales del periodo junto a grandes figuras castellanas y francoflamencas, cuyas composiciones gozaron de predicamento en la corte Católica y en las casas nobiliarias de Castilla, especialmente en la de Alba, durante el último tercio del siglo XV.
Los músicos de la capilla borgoñona realizaron diversos viajes a la península ibérica como miembros de representaciones diplomáticas. Sin embargo, no consta su contacto con las capillas musicales de Aragón y de Castilla hasta el año 1502, cuando, a propósito de los esponsales de la infanta Juana con Felipe I de Habsburgo, las tres ofrecieron una misa conjunta en la catedral de Toledo. En aquel momento Lagarto ostentaba todos los cargos relacionados con la enseñanza musical en el templo primado por lo que se revela como un espectador excepcional de la consolidación de aquella genuina, y decisiva, convergencia estilística.